# Amel Tuka
Amel Tuka (Kakanj, 9 gennaio 1991) è un mezzofondista e velocista bosniaco, medaglia di bronzo ai Mondiali di Pechino 2015 e medaglia d'argento ai Mondiali di Doha 2019 negli 800 metri piani.

## Palmarès
| Anno | Manifestazione  | Sede           | Evento      | Risultato  | Prestazione | Note                                     |
| ---- | --------------- | -------------- | ----------- | ---------- | ----------- | ---------------------------------------- |
| 2013 | Europei U23     | Tampere        | 800 m piani | Bronzo     | 1'46"29     | Record nazionale                         |
| 2014 | Europei         | Zurigo         | 800 m piani | 6º         | 1'46"12     | Record nazionale                         |
| 2015 | Europei indoor  | Praga          | 800 m piani | Batteria   | 1'49"92     |                                          |
| 2015 | Mondiali        | Pechino        | 800 m piani | Bronzo     | 1'46"30     |                                          |
| 2016 | Europei         | Amsterdam      | 800 m piani | 4º         | 1'45"74     |                                          |
| 2016 | Giochi olimpici | Rio de Janeiro | 800 m piani | Semifinale | 1'45"24     |                                          |
| 2017 | Europei indoor  | Belgrado       | 800 m piani | Semifinale | dns         |                                          |
| 2017 | Mondiali        | Londra         | 800 m piani | Batteria   | 1'46"54     |                                          |
| 2018 | Europei         | Berlino        | 800 m piani | Semifinale | 1'47"24     |                                          |
| 2019 | Europei indoor  | Glasgow        | 800 m piani | 6º         | 1'47"91     |                                          |
| 2019 | Mondiali        | Doha           | 800 m piani | Argento    | 1'43"47     | Miglior prestazione personale stagionale |
| 2021 | Europei indoor  | Toruń          | 800 m piani | 5º         | 1'47"37     |                                          |
| 2021 | Giochi olimpici | Tokyo          | 800 m piani | 6º         | 1'45"98     |                                          |
| 2022 | Europei         | Monaco         | 800 m piani | Batteria   | 1'47"73     |                                          |
| 2023 | Europei indoor  | Istanbul       | 800 m piani | 4º         | 1'47"90     |                                          |
| 2023 | Mondiali        | Budapest       | 800 m piani | Batteria   | 1'49"01     |                                          |